# Aranguren (concejo)
Aranguren es una localidad y concejo del municipio y valle de Aranguren, situado en la Comunidad Foral de Navarra, España. Su población en 2013 era de 88 habitantes (INE).

## Demografía
| 1996 | 1998 | 1999 | 2000 | 2001 | 2002 | 2003 | 2004 | 2005 | 2006 | 2007 | 2008 |
| ---- | ---- | ---- | ---- | ---- | ---- | ---- | ---- | ---- | ---- | ---- | ---- |
| 56   | 46   | 49   | 54   | 60   | 60   | 66   | 69   | 66   | 65   | 69   | 70   |